# Palsternacksplattmal
Palsternacksplattmal, (Depressaria radiella) är en fjärilsart som först beskrevs av Johann August Ephraim Goeze 1783.  Palsternacksplattmal ingår i släktet Depressaria. Enligt Dyntaxa ingår Depressaria i familjen plattmalar, Depressariidae, men enligt Catalogue of Life är tillhörigheten istället familjen praktmalar, (Oecophoridae). Arten är reproducerande i Sverige.

Vingbredd 24–30 mm millimeter. Hjässan är grå och antenner något kortare än framvingelängden. Framvingarna är spräckliga i gråbrunt och beströdda med gråvita fjäll och svarta längsstreck. Bakvingar är ljusgrå. Arten liknar Sprängörtsplattmal men Sprängörtsplattmalen är mindre och har en något mörkare grundfärg. Larven är grågul med svarta vårtor och svart huvud. De lever ofta flera larver tillsammans i blommor och frukter av palsternacka (Pastinaca sativa), björnloka (Heracleum sphondylium) eller strätta (Angelica sylvestris) som de spinner samman. Förpuppning sker i en stjälken. Genom angreppen minskar fröavkastningen hos värdväxten.

## Bildgalleri

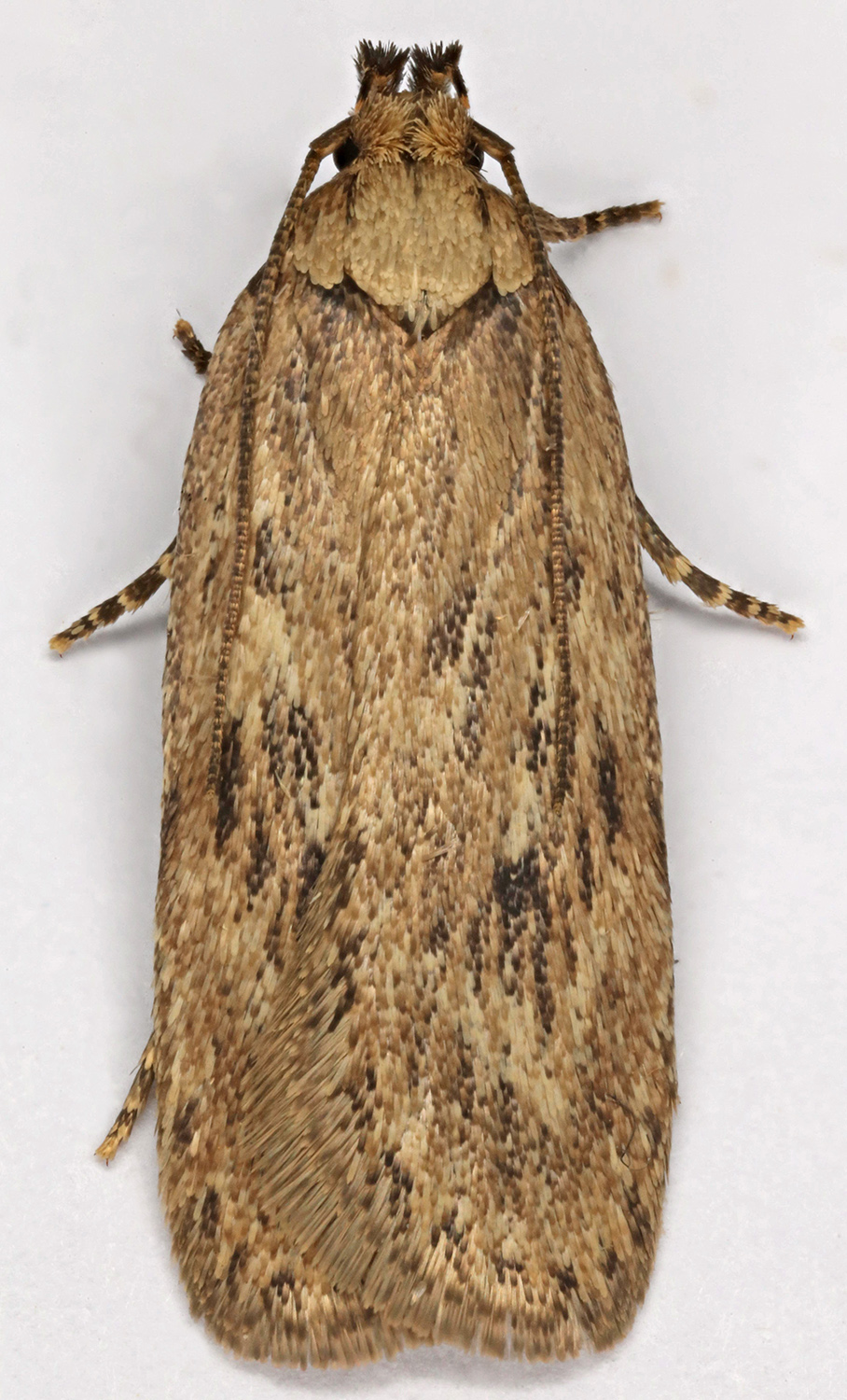
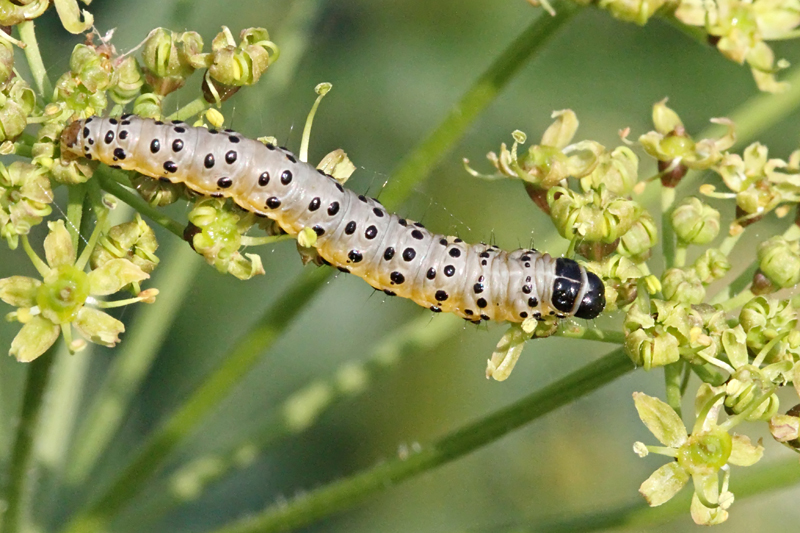
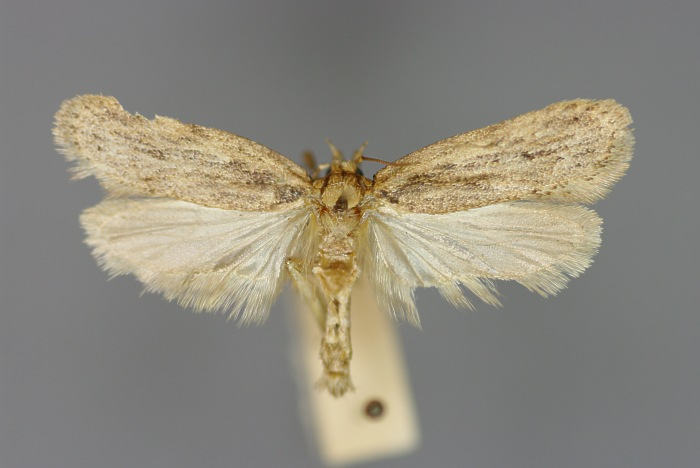